# Ґаррігас (район)
Ґаррі́гас або Лас-Ґаррі́гас — район (кумарка) Каталонії (кат. Garrigues). Столиця району - м. Лас-Боржас-Бланкас (кат. Les Borges Blanques). 

## Фото

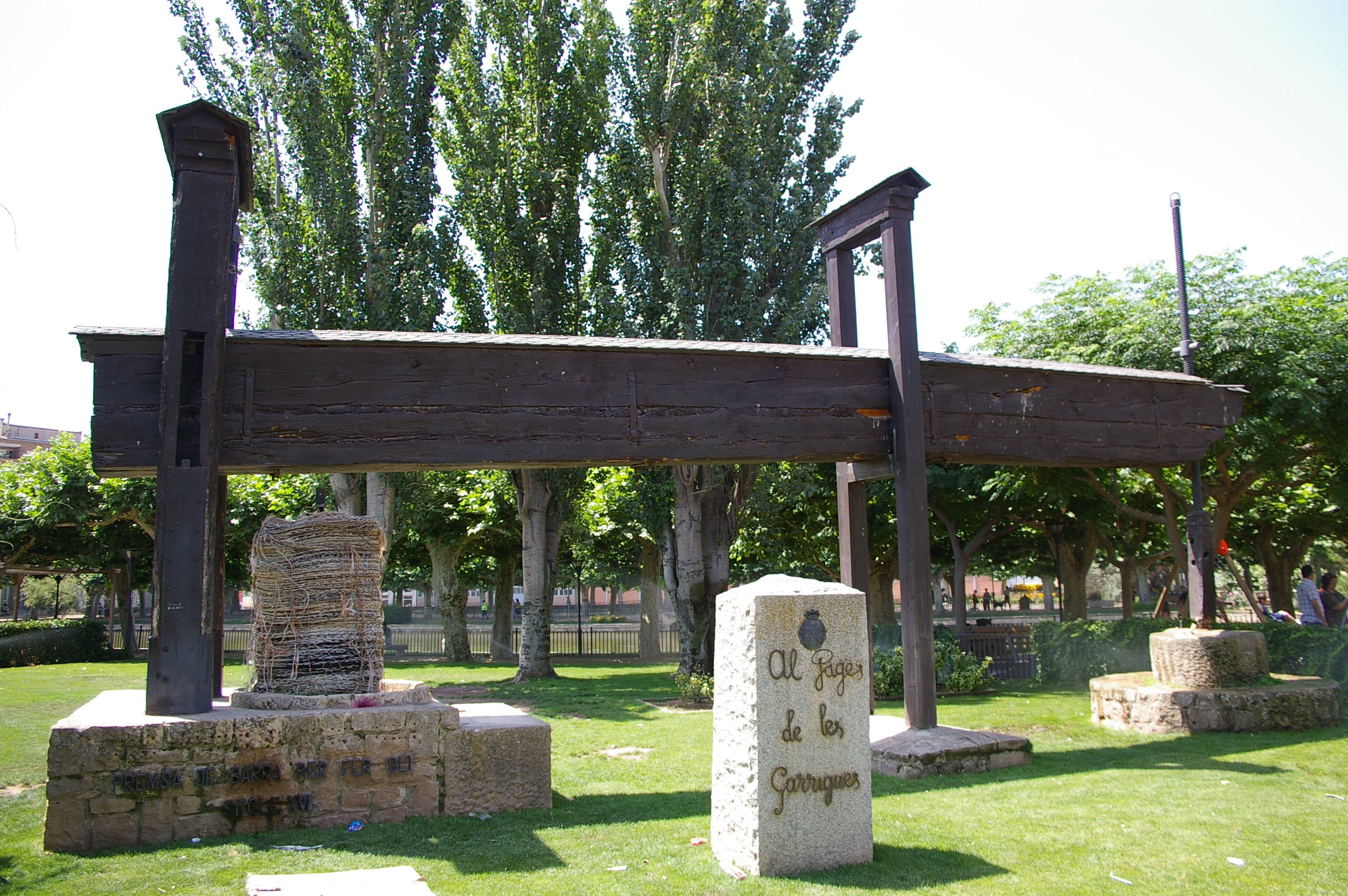
Пам'ятник селянам-братчикам Ґаррігасу
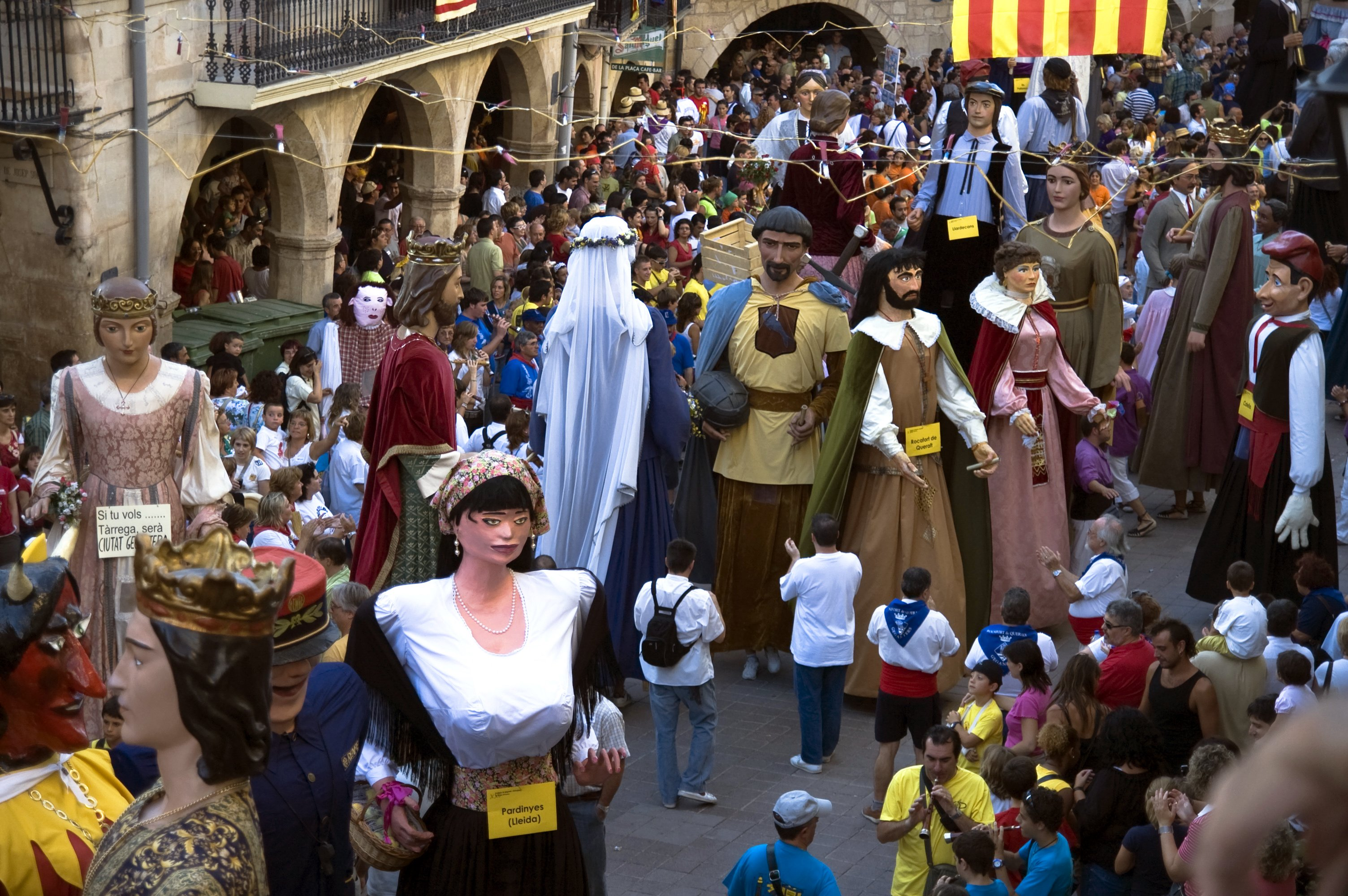
Парад гігантських фігур у м. Лас-Боржас-Бланкас

## Муніципалітети
- Ал-Білузель (кат. Vilosell, el) - населення 205 осіб;
- Ал-Кугул (кат. Cogul, el) - населення 214 осіб;
- Алс-Тормс (кат. Torms, els) - населення 182 особи;
- Ал-Суларас (кат. Soleràs, el) - населення 407 осіб;
- Алс-Умальонс (кат. Omellons, els) - населення 246 осіб;
- Арбека (кат. Arbeca) - населення 2.431 особа;
- Балягуарда (кат. Bellaguarda) - населення 353 особи;
- Бінашя (кат. Vinaixa) - населення 591 особа;
- Бубера (кат. Bovera) - населення 364 особи;
- Ґраньєна-да-лас-Ґаррігас (кат. Granyena de les Garrigues) - населення 163 особи;
- Жунеза (кат. Juneda) - населення 3.222 особи;
- Жункоза (кат. Juncosa) - населення 520 осіб;
- Кастельданс (кат. Castelldans) - населення 1.002 особи;
- Ла-Ґранаделя (кат. Granadella, la) - населення 748 осіб;
- л'Албажес (кат. Albagés, l') - населення 490 осіб;
- л'Албі (кат. Albi, l') - населення 839 осіб;
- Ла-Побла-да-Сербулас (кат. Pobla de Cérvoles, la) - населення 251 особа;
- Лас-Боржас-Бланкас (кат. Borges Blanques, les) - населення 5.734 особи;
- л'Асплуга-Калба (кат. Espluga Calba, l') - населення 438 осіб;
- Ла-Флуреста (кат. Floresta, la) - населення 191 особа;
- Пучґрос (кат. Puiggròs) - населення 299 осіб;
- Сербіа-да-лас-Ґаррігас (кат. Cervià de les Garrigues) - населення 865 осіб;
- Таррес (кат. Tarrés) - населення 109 осіб;
- Фульєза (кат. Fulleda) - населення 115 осіб.